# Constantine-i vérengzés
1945. május 8-án az algériai Constantine-tól nyugatra lévő Sétif városában az arab lakosságnak a második világháború európai befejezésével és a Harmadik Birodalom feletti győzelemmel kapcsolatos ünnepségei Algéria függetlenségét követelő tüntetésekké alakultak át. Mintegy 5000 arab vonult az utcákra és a nap végére több alkalommal is összecsaptak a francia csendőrséggel, akik megpróbáltak egy kolonializmus elleni transzparenst megszerezni. Az arabok ezután a környező területeken több francia telepest is megtámadtak, 103-at megölve közülük. Alistair Horne történész kutatásai szerint több nőt is meggyaláztak a támadások idején és a sok holttestet megcsonkítottak.
Ötnapos káosz után a francia rendőrség helyreállította a rendet és megkezdte a megtorlást. A szenegáli származásúakat is tömörítő francia gyarmati hadsereg több tömeges kivégzést is végrehajtott. A kevésbé elérhető arab falvakat a francia légierő bombázta, míg a Duguay-Trouin cirkáló ágyúzta Kerratát. A telepes polgárőrök több, a környékről származó muzulmán rabot is meglincseltek. Az ekkor megölt arabok többségének azonban semmi köze nem volt a megtorlást kiváltó akcióhoz.
A francia megtorlás áldozatainak számát 1020 (a hivatalos francia adat) és 45 000 (a kairói rádió akkori becslése) közé teszik. Alistair Horne 6000 főre teszi az áldozatok számát és a mai történészek többsége is ezt a számot fogadja el hitelesnek, ám ez továbbra is csupán egy becslés.

### Fordítás
Ez a szócikk részben vagy egészben  a   Sétif and Guelma massacre című angol Wikipédia-szócikk ezen változatának fordításán alapul.  Az eredeti cikk szerkesztőit annak laptörténete sorolja fel. Ez a jelzés csupán a megfogalmazás eredetét és a szerzői jogokat jelzi, nem szolgál a cikkben szereplő információk forrásmegjelöléseként.